# Artillery Duel
Artillery Duel ist ein Artillery-Spiel, das ursprünglich von Perkins Engineering für das Bally Astrocade entwickelt und 1982 von Bally veröffentlicht wurde. John Perkins schrieb das Spiel zunächst in Astro BASIC und reichte es beim Fanzine The Arcadian ein. Daraus wurde es in das Handbuch zu Astro BASIC aufgenommen. Anschließend entwickelte Perkins eine Cartridge-Version für die Astrocade.
Xonox veröffentlichte Umsetzungen für das Atari 2600, ColecoVision, Commodore 64 und VIC-20. Artillery Duel war in mehreren doppelseitigen Modulen enthalten – mit je einem Spiel pro Seite – sowie auch als Einzelmodul.

## Spielprinzip
Das Spiel besteht aus einem Duell zweier Kanonen, die sich auf gegenüberliegenden Seiten eines Hügels oder Berges befinden, dessen Höhe und Form variieren. Der Spieler kann den Abschusswinkel und die Schusskraft einstellen, um das gegnerische Ziel direkt zu treffen. Zwischen einzelnen Runden erscheint eine kurze Animation marschierender Soldaten am unteren Bildschirmrand.

## Rezeption
Danny Goodman schrieb im Magazin Creative Computing Video & Arcade Games nach seinem Besuch der Consumer Electronics Show im Sommer 1982, dass „der Preis für die cleverste Grafik an Artillery Duel“ für die Bally Astrocade gehe. Er beschrieb es als „wirklich ein Grafik-Vorzeigestück mit ein bisschen Spielerinteraktion“.